# Sinagoga Asquenazita d'Istanbul
La Sinagoga Asquenazita d'Istanbul (en turc: İstanbul Aşkenaz Sinagogu) és una sinagoga Asquenazita situada prop de la Torre de Gàlata al barri de Karaköy del districte Beyoğlu, a Istanbul, Turquia. És l'única sinagoga activa asquenazita a la ciutat turca d'Istanbul i està oberta als visitants i s'hi poden fer oracions. La sinagoga va ser fundada per jueus d'origen austríac en l'any 1900. També és la darrera sinagoga d'un total de fins a tres que van ser construïdes pels jueus turcs d'origen asquenazita, ja que la població de jueus asquenazites tan sols representa el 4 per cent de la població jueva total de Turquia. Les visites a la sinagoga es poden realitzar als matins de dilluns a divendres i els serveis de Shabbat tenen lloc els dissabtes al matí.